# Domaine d'Ashikaga
Le domaine d'Ashikaga (足利藩, Ashikaga-han) est un fief féodal japonais de l'époque d'Edo situé dans la province de Shimotsuke (actuelle préfecture de Tochigi). Il était dirigé à partir du jin'ya d'Ashigaka par le clan Toda durant la majeure partie de son existence.

## Histoire
Le clan Ashikaga, qui règne sur le Japon durant l'époque de Muromachi, établit une branche du gouvernement sur son fief ancestral du shōen Ashikaga à Shimotsuke pour gouverner la région de Kantō. Cependant, à la fin de l'époque Sengoku, cette branche des Ashikaga est très affaiblie par les batailles constantes contre les clans Uesugi, Takeda et Go-Hōjō, et est même dépossédée de ses terres après le siège d'Odawara de 1590.
En 1688, le shogun Tokugawa Tsunayoshi élève son demi-frère maternel Honjō Munesuke au rang de daimyō et lui assigne un fief de 10 000 koku sur les anciennes terres des Ashikaga. Il est plus tard récompensé par un revenu élevé à 20 000 koku avant d'être transféré au domaine de Kasama dans la province de Hitachi en 1692.
En 1705, malgré son grand âge, l'hatamoto Toda Tadatoki reçoit 3 000 koku en plus de son revenu de 8 000 koku par le shogun Tokugawa Ienobu comme récompense pour sa longue carrière, et le domaine d'Ashikaga est rétabli. Les Toda continuent à le diriger jusqu'à la fin de l'époque d'Edo. Le dernier daimyō, Toda Tadayuki, sert le shogunat Tokugawa comme rikugun bugyō, mais change plus tard de camp pour rejoindre la cause impériale durant la guerre de Boshin de la restauration de Meiji.
Après l'abolition du système han de juillet 1871, le domaine d'Ashikaga devient une partie de la préfecture de Tochigi.
Le domaine avait une population de 6 826 personnes réparties dans 1 473 foyers, dont 383 samouraïs selon un recensement de 1870.

## Possessions à la fin de l'époque d'Edo
Comme la plupart des domaines japonais, Ashikaga est composé de plusieurs territoires discontinus dont la valeur kokudaka est fondée sur une estimation périodique du potentiel agricole,.
- Province de Shimotsuke
  - 7 villages dans le district de Tsuga
  - 3 villages dans le district de Yanada
  - 9 villages dans le district d'Ashikaga
- Province de Musashi
  - 5 villages dans le district de Saitama

## Liste des daimyōs
| #                            | Nom                       | Règne     | Titre de courtoisie                  | Rang de cour            | kokudaka            |
| ---------------------------- | ------------------------- | --------- | ------------------------------------ | ----------------------- | ------------------- |
| Clan Honjō (fudai) 1688-1692 |                           |           |                                      |                         |                     |
| 1                            | Honjō Munesuke (本庄宗資) | 1688-1692 | Inaba-no-kami (因幡守) ; Jiju (侍従) | 4e inférieur (従四位下) | 10 000 →20 000 koku |
| Shogunat Tokugawa 1692-1705  |                           |           |                                      |                         |                     |
| Clan Toda (fudai) 1705-1871  |                           |           |                                      |                         |                     |
| 1                            | Toda Takatoki (戸田忠時)  | 1705–1708 | Ōi-no-kami (大炊頭)                  | 4e inférieur (従四位下) | 11 000 koku         |
| 2                            | Toda Takasono (戸田忠囿)  | 1708–1732 | Osumi-no-kami (大隅守)               | 5e inférieur (従五位下) | 11 000 koku         |
| 3                            | Toda Takataka (戸田忠位)  | 1732–1736 | Izumi-no-kami (出雲守)               | 5e inférieur (従五位下) | 11 000 koku         |
| 4                            | Toda Takatoki (戸田忠言)  | 1736–1774 | Ōi-no-kami (大炊頭)                  | 5e inférieur (従五位下) | 11 000 koku         |
| 5                            | Toda Takatoka (戸田忠喬)  | 1775–1821 | Ōi-no-kami (大炊頭)                  | 5e inférieur (従五位下) | 11 000 koku         |
| 6                            | Toda Takatoki (戸田忠禄)  | 1821–1847 | Nagato-no-kami (長門守)              | 5e inférieur (従五位下) | 11 000 koku         |
| 7                            | Toda Takafumi (戸田忠文)  | 1847–1856 | Ōi-no-kami (大炊頭)                  | 5e inférieur (従五位下) | 11 000 koku         |
| 8                            | Toda Tadayuki (戸田忠行)  | 1856–1871 | Nagato-no-kami (長門守)              | 5e inférieur (従五位下) | 11 000 koku         |